# Takkt
Die Takkt AG mit Sitz in Stuttgart ist ein börsennotiertes Business-to-Business-Versandhandelsunternehmen für Geschäftsausstattung. Größter Aktionär ist die Haniel-Gruppe mit einem Anteil von 65,0 % (Stand: 31. Dezember 2023).
Die Gesellschaften und Marken der Takkt-Gruppe konzentrieren sich vorwiegend auf den Verkauf langlebiger und preisstabiler Ausrüstungsgegenstände sowie Spezialartikel für den wiederkehrenden Bedarf an Firmenkunden in verschiedenen Branchen und Regionen. Die angebotenen Produktsortimente umfassen größtenteils Gebrauchsgüter, die Unternehmen im Rahmen ihrer Geschäftstätigkeit nutzen.

## Geschichte
Das Unternehmen hat seine Wurzeln in der 1945 in Stuttgart durch Helmut Kraft und Walter Kaiser gegründeten Kaiser+Kraft GmbH, die sich auf den Versand von industrietechnischen Gebrauchsgütern spezialisiert hatte. Nach einer raschen Expansion in den 1950er Jahren begann das Unternehmen in den 1960ern auch im europäischen Ausland aktiv zu werden. 1985 wurde Kaiser+Kraft durch die ebenfalls in Stuttgart beheimatete Gehe AG (heute Celesio) übernommen und dort in den Bereich Versandhandel integriert, der fortan unter Kaiser+Kraft geführt wurde. Neben der weiteren Erschließung der europäischen Märkte konzentrierte sich die Expansion nun auch auf den nordamerikanischen Markt. Durch Akquisitionen und Neugründungen stieg der Konzernbereich der Gehe zum Marktführer im Spezialversandhandel für Büro- und Gebrauchsgüter auf. 1999 wurde der Geschäftsbereich Kaiser+Kraft im Zuge der Neuausrichtung der Gehe auf den Arzneimittel-Großhandel abgespalten und in Takkt umfirmiert. Bei dem Spin-off erhielt jeder Inhaber einer Gehe-Aktie eine Aktie des neuen Unternehmens. Seit dem 15. September 1999 ist Takkt an den Börsen in Frankfurt und Stuttgart notiert.

## Konzernstruktur
Die Gruppe ist in mehr als 25 Ländern vertreten und besteht aus den drei Divisions Industrial & Packaging, Office Furniture & Displays und FoodService. Die Branche Industrial & Packaging hat ihren Schwerpunkt in Europa, die beiden anderen Divisions in Nordamerika.